# Soutomel
Soutomel (llamada oficialmente Santa Locaia de Soutomel) es una parroquia y un lugar español del municipio de La Bola, en la provincia de Orense, Galicia.

## Toponimia
La parroquia también es conocida por el nombre de Santa Leocadia de Soutomel.

## Organización territorial
La parroquia está formada por cinco entidades de población:
- Alvarín
- Barreal
- Fontes
- O Campo
- Soutomel

## Demografía

### Parroquia
| Gráfica de evolución demográfica de Soutomel (parroquia) entre 2000 y 2022 |
|                                                                            |
| Datos según el nomenclátor publicado por el INE.                           |

### Lugar
| Gráfica de evolución demográfica de Soutomel (lugar) entre 2000 y 2022 |
|                                                                        |
| Datos según el nomenclátor publicado por el INE.                       |